# Jiří Bednář
Jiří Bednář (* 25. November 1935 in Prag; † 23. August 1973 ebenda) war ein tschechischer Philosoph.

## Leben
Nach dem Besuch der Mittelschule studierte Bednar von 1954 bis 1959 Philosophie an der Karls-Universität in Prag. 1967 erhielt er den Titel PhDr., absolvierte ein Jahr später die wissenschaftliche Aspirantur am Philosophischen Institut der AV ČR, konnte seine Kandidatenarbeit jedoch nicht mehr beenden.
Bednar beschäftigte sich vornehmlich mit theologischen Themen und Philosophie sowie sozialen und anthropologischen Problemen. Er setzte sich mit Thesen Hegels (Die transzendentale Bedeutung des Hegelschen Begriffs das unglückliche Bewusstsein im Zusammenhang mit Hegels Religionskritik in der Phänomenologie des Geistes) und von Camus (Le Mythe de Sisyphe) auseinander. Sein Interesse galt auch der Gedankenwelt von Tomáš Garrigue Masaryk, allerdings wurden diese Studien nie publiziert. Sein weiteres Interessengebiet waren Personen der Geschichte, mit denen er sich in philosophischer Weise beschäftigte, so mit Jan Kotta.

## Veröffentlichungen
- Filosofický význam tzv. „svatovítské“ kapitoly Kafkova Procesu, 1965
- Několik úvah o Shakespearovských črtách Jana Kotta, FČ 1965
- Die transzendentale Bedeutung des Hegelschen Begriffs „des unglückliche Bewusstsein“ im Zusammenhang mit Hegels Religionskritik in der Phänomenologie des Geistes, 1966
- Ontologické a noetické předpoklady Camusovy absurdní etiky, FČ 1966
- Náš dialog s Dostojevským, Plamen 1967
- Poučení z Gramsciho, 1968
- K osmdesátinám J. B. Kozáka, 1968
- Teilhard de Chardin: Místo člověka v přírodě, FČ 1968
- Vývoj Masarykovy náboženské filosofie, in Acta Universitatis Carolinae - philosophica et historica, 1 (Prag 1969), S. 17–67
- Duchovní návrat k Šaldovu odkazu, FČ 1969.

| Personendaten    | Personendaten           |
| ---------------- | ----------------------- |
| NAME             | Bednář, Jiří            |
| KURZBESCHREIBUNG | tschechischer Philosoph |
| GEBURTSDATUM     | 25. November 1935       |
| GEBURTSORT       | Prag                    |
| STERBEDATUM      | 23. August 1973         |
| STERBEORT        | Prag                    |